# Estorninho-de-makira
Estorninho-de-makira  (Aplonis dichroa) é uma espécie de ave da família Sturnidae.
É endémica das Ilhas Salomão.
Os seus habitats naturais são: florestas subtropicais ou tropicais húmidas de baixa altitude.